# Perda da chance
A teoria da perda da chance ou perda de uma chance, adotada em responsabilidade civil, considera que aquele que, intencionalmente ou não, retira de outra pessoa a oportunidade de um dado benefício, responde por isso. A despeito de não estar descrita pelo Código Civil de 2002, a perda da chance é fundamentada pela jurisprudência e vem sendo cada vez mais acolhida no contexto brasileiro.
Tem sido muito utilizada na aferição da responsabilidade civil dos profissionais liberais. Normalmente, esses profissionais assumem obrigação de meio, e não de resultado (devem empregar todas as medidas que estejam a seu alcance para alcançar o resultado, mas não podem garantir a existência do resultado). Nesses casos, os tribunais entendem que o profissional é responsável pelo prejuízo que causou ao perder a chance, se agiu com negligência.

## História
A jurisprudência de perda de uma chance teve início na França em meados do século XX. No contexto brasileiro, a jurisprudência passou a ser considerada apenas a partir dos anos 1990.

## Jurisprudência
A teoria da perda de uma chance é aplicada quando, por negligência ou má fé, alguém é impedido de adquirir um ganho ou evitar um prejuízo. Apesar de o ganho em si não ser absolutamente certo, a perda de uma chance pode ser aplicada quando havia possibilidade concreta de ganho e uma probabilidade pode ser calculada.

## Teoria da Perda de uma Chance no Direito Médico
A aplicação da teoria da perda de uma chance ou teoria da perda de oportunidade nos casos de responsabilidade civil médica, foi alvo de diversas críticas e é aquela que parece impor maiores cautelas. Nestes casos, a teoria da perda de uma chance passou a ser aplicada como um modo de afrouxar a necessidade de estabelecer o nexo de causalidade. O juiz pode socorrer-se da teoria da perda de uma chance, como maneira de se livrar da incerteza que paira sobre o nexo de causalidade entre o fato ilícito e o dano produzido, no intuito de conceder uma indenização parcial baseada no grau de probabilidade de o fato de ter efetivamente provocado o dano – baseada numa ideia de causalidade parcial.[carece de fontes?]
O advogado especialista em direito médico pela Harvard, David Castro Stacciarini, afirma que no âmbito do direito médico internacional, a teoria é conceituada como "A falha do prestador de saúde em impedir que as consequências adversas progridam, resultando na perda da vida ou incapacidade permanente do paciente". 
O autor defende a possibilidade da aplicação da teoria de Florence Macrez sobre a Perda de uma Chance no Brasil, nos casos de violação do dever de informar, (Termo de Consentimento Informado e Esclarecido). "Um médico que falhar na hora de divulgar informações, priva o paciente de uma oportunidade de escapar por uma decisão melhor do risco que eventualmente se concretizou. O dano compensável sera determinado pela medição da oportunidade perdida em evitar o tratamento ou o procedimento cirúrgico. Em outras outras palavras, o incumprimento com a obrigação de informar o paciente, é a perda de chance (perte de chance)".
O próprio autor atenta sobre o perigo da aplicação desta corrente no Brasil de forma irrestrita, principalmente em casos de erro de diagnostico.
Um dos primeiros juristas a escrever sobre o tema na seara médica, o desembargador Miguel Kfouri Neto, ressalta: "A aplicação irrestrita da teoria mudaria por completo o quadro do erro de diagnostico, que somente é indenizável quando for erro grosseiro, e que passaria a resultar em uma condenação automática, provocando consequências nefastas para a medicina."  
O respeitável jurista compreende ainda, que a teoria é um caso de responsabilidade objetiva que merece cautela, principalmente em relação aos atos médicos, que muitas vezes são realizados em condições de trabalho precária (especialmente em hospitais públicos), com escassez de recursos para realização de exames complementares para o adequado diagnóstico, além de problemas de saúde, como a desnutrição, provenientes da própria qualidade de vida de muitas regiões brasileiras que agravam e até causam outras doenças.